# Jeff Nichols
Jeff Nichols (Little Rock, Arkansas, 7 de diciembre de 1978) es un director de cine y guionista estadounidense.

## Biografía
Nichols estudió cine en la Escuela de Artes de la Universidad de Carolina del Norte. Su primer guion fue para la película Shotgun Stories, con el actor Michael Shannon, y la rodó con un presupuesto de solo $ 250.000 dólares. Se estrenó en 2007. 
Más adelante escribió y dirigió Take Shelter (2011), una producción independiente también protagonizada por Michael Shannon.  Mud (2012), su tercera película, fue protagonizada por Matthew McConaughey, y compitió por la Palma de Oro en el Festival de Cine de Cannes 2012. Ese mismo año, Nichols fue honrado con la presidencia del Jurado del 7º Festival de Cine de Roma.
Midnight Special (2016), es una cinta de ciencia ficción con la que participó el 66.º Festival de Cine de Berlín. En su reseña de Midnight Special, el crítico de Rolling Stone, Peter Travers, dijo que "el joven de Arkansas, Nichols, de 37 años, ya está al lado de los mejores directores estadounidenses de su generación".
Más recientemente, dirigió el drama Loving, una película sobre el histórico caso de los derechos civiles estadounidenses Loving v. Virginia, que fue estrenada el 4 de noviembre de 2016 en Estados Unidos.

## Filmografía
- Shotgun Stories (2007)
- Take Shelter (2011)
- Mud (2012)
- Midnight Special (2016)
- Loving (2016)
- The Bikeriders (2023)[4]

## Premios y distinciones
Festival Internacional de Cine de Cannes
| Año  | Categoría             | Película     | Resultado |
| ---- | --------------------- | ------------ | --------- |
| 2011 | Premio de la crítica  | Take Shelter | Ganador   |
| 2011 | Gran Premio Nespresso | Take Shelter | Ganador   |
| 2011 | Premio SACD           | Take Shelter | Ganador   |